# Звездовик черноголовый
Звездови́к черноголо́вый, или Тригастер черноголовый, или Геаструм черноголовый, или Земляная звёздочка черноголовая (лат. Geastrum melanocephalum) — вид грибов рода Звездовик (Geastrum) семейства Звездовиковые (Geastraceae).

## Этимология
Этимология видового эпитета melanocephalum восходит к латыни, где он означает «черноголовый, темноголовый». Слово образовано путём сложения двух корней: melano- («чёрный, тёмный») + —cephalus («голова, вершина»).

## Описание
Плодовое тело в молодом возрасте замкнутое, имеет шаровидную, луковицеобразную или грушевидную форму, 4—6 см в диаметре и 5—7 см высотой, с острым носиком до 2 см длиной.  При созревании толстая кожистая оболочка разрывается на 4—6 (реже 7—8) неровных лопастей, распластанных по земле и поднимающих над землёй шаровидную тёмную головку. Лопасти мясистые, снаружи кожистые, из нескольких слоёв. Окраска перидия меняется от кремовой до тёмно-бурой. Молодая глеба желтоватая, шаровидная, плотная, с возрастом темнеет и распадается на многочисленные гороховидные перидиоли (капсулы со спорами), которые погружены в желатинообразную массу тёмно-коричневого цвета, вследствие чего плодовое тело в разрезе имеет зернистую структуру. Споры шаровидные, 4—5 мкм в диаметре.

## Экология и распространение
Обитает в лиственных лесах, лесонасаждениях, кустарниковых сообществах и садах, предпочитает богатые почвы.
Термофильный вид, сапротроф. Плодовые тела образует не каждый год, встречается в основном в июле — октябре.
Ареал обитания — Евразия и Северная Америка. Встречается в лесах Европы и горных лесах Средней Азии. В России гриб встречается в лесостепной и степной зонах.

## Охранный статус
Звездовик черноголовый занесён в Красную книгу Воронежской, Курской, Липецкой, Пензенской, Тверской, Тульской областей и Республик Крым и Татарстан.